# Andrew Russo
Pour les articles homonymes, voir Russo.
Andrew C. Russo, né le 22 octobre 1975 à Syracuse (État de New York), est un pianiste américain.
Russo a créé une fondation éducative pour les jeunes à but non lucratif à New York à l'âge de 25 ans et a enregistré des albums dans les années 2000. En 2005, Russo est devenu directeur de la musique au Le Moyne College, où il travaille comme artiste en résidence.
Il a été candidat républicain pour le 49e district du Sénat de l'État de New York lors des élections de 2010.

## Biographie
Andrew Russo naît d'un père du même nom qui a joué au baseball en tant que receveur pour les Phillies de Philadelphie,. Originaire de Syracuse (New York), il est diplômé du lycée Fayetteville-Manlius en 1993,. Russo obtient son baccalauréat et sa maîtrise à la Juilliard School de New York et fait des études de troisième cycle en France et en Allemagne. Il participe au Concours international de piano Gina Bachauer en 1998, puis retourne à New York à l'âge de 25 ans et crée Music Journeys Inc., une fondation éducative à but non lucratif pour les jeunes,.
Andrew Russo joue au Concours international de piano Van Cliburn en 2001 et sort Voice of the Whale, un album de chansons du compositeur George Crumb, pour le label britannique Black Box Records en 2002,,.
Les albums suivants pour Black Box sont Corigliano: Violin Sonata ; Etude Fantasy; Fantasia on an Ostinato; Chiaroscuro (2006), Aaron Jay Kernis: 100 Greatest Dance Hits (2007), Paul Schoenfield: Four Parables; Four Souvenirs ; Café Music (2007) et Mix Tape (2008) ont reçu des critiques positives d'Allmusic,,,. L'album Dirty Little Secret (2007) pour Endeavour Classics est favorablement évalué par AllMusic et le New York Times,.

## Vie privée
Russo vit à Fayetteville (New York),. Il est marié à Natalia Chepurnova.